# 叉尾莖方頭魚
叉尾莖方頭魚，為輻鰭魚綱刺尾鯛目弱棘魚科莖方頭魚屬的其中一種，分布於東太平洋區，從加利福尼亞灣至秘魯海域，棲息深度30-185公尺，體長可達49.5公分，生活在岩石底質、沙底質海域，為底棲性魚類，屬肉食性，可做為食用魚。

## 擴展閱讀
維基物種上的相關：叉尾莖方頭魚